# 秋鏢鱸
秋鏢鱸為輻鰭魚綱鱸形目鱸亞目河鱸科鏢鱸屬的其中一種，該物種被IUCN列為無危物種，分布於美國白河流域，棲息在中底層水域。